# 盧布尼亞 (謝苗諾夫卡區)
51°57′14″N 32°40′4″E / 51.95389°N 32.66778°E
盧布尼亞（烏克蘭語：Лубня），是烏克蘭北部的村莊，隸屬切爾尼希夫州的諾夫霍羅德-錫韋爾斯基區。該村面積0.27平方公里，海拔高度175米，2001年人口83，人口密度每平方公里307.4人。